# Batalha de Azincourt
A Batalha de Azincourt (em inglês: Agincourt) foi uma batalha decisiva ocorrida na Guerra dos Cem Anos em 25 de outubro de 1415 (Dia de São Crispim), no norte da França. Resultou em uma das maiores vitórias inglesas durante a guerra. O local onde a luta aconteceu foi perto de Artois, em torno de 40 km ao sul de Calais (agora em Azincourt, no norte da França).
A vitória de Henrique V da Inglaterra, contra um exército francês numericamente superior, foi um golpe duro para a França e marcou um período sombrio para o país em meados da Guerra dos Cem Anos.

## A batalha

Mapa tático da batalha

Os ingleses haviam invadido a França novamente no começo do século XV, quando o rei Henrique V resolveu reivindicar o trono do país rival. No começo da Guerra dos Cem Anos, no século anterior, as tropas inglesas se mostraram mais eficiente do que o exército feudal francês. Mas quando Henrique iniciou sua invasão, em agosto de 1415, a situação da França havia melhorado. Ainda assim, após o desastre em Crécy, os franceses estavam relutantes em dar batalha aos ingleses, preferindo reunir mais soldados e suprimentos. Henrique e seus homens não tinham, por outro lado, mantimentos suficientes para uma prolongada campanha e precisavam forçar um engajamento decisivo. Foi próximo a Calais, no norte da França, que finalmente os dois exércitos bateriam de frente.
O tamanho dos dois exércitos diverge de fonte para fonte. Os ingleses teriam reunido pelo menos 6 000 arqueiros, 1 500 soldados de infantaria pesada e perto de 2 000 homens na cavalaria. Os franceses tinham entre 12 000 e 15 000 homens (um-terço a cavalo), embora algumas fontes digam que seu exército podia chegar a ter 36 000 combatentes (sendo este número bem improvável). Relatos da época sugerem que os ingleses estavam em desvantagem numérica de 4 para 1. Outro fator notável era que os franceses trouxeram um grande número de nobres, incluindo milhares de cavaleiros para o combate, enquanto a tropa inglesa era formada basicamente por conscritos bem treinados, munidos com arcos longos.
Após um tempo encarando uns aos outros, o combate principal se deu na manhã de 25 de outubro de 1415. O terreno era difícil e irregular, com florestas nos flancos, o que não permitia muita manobra. Os franceses tomaram a iniciativa, mandando sua cavalaria atacar os arqueiros inimigos, mas foram repelidos com pesadas baixas. Logo em seguida, mandaram o grosso de sua infantaria. O terreno ruim, cheio de lama, atrasou este avanço e expôs os homens ao arco inglês. Como resultado, novamente, os franceses sofreram grandes perdas, com milhares de soldados sendo capturados. Foi ai então que Henrique V deu a controversa ordem de matar os prisioneiros franceses. Segundo um cronista da época, ele tomou esta decisão pois, em primeiro lugar, temia que o grande número de prisioneiros iriam acabar se rebelando e, em segundo lugar, havia falta de mantimentos para todos. O historiador John Keegan sugere que a ordem foi dada, não para fins práticos, mas para aterrorizar os franceses. Seja como for, no anoitecer do mesmo dia, 25 de outubro, os franceses já tinham evacuado o campo. Até hoje não se sabe exatamente quantos morreram na batalha, mas é certo de que as baixas francesas foram extensas e muito superiores aos dos ingleses.

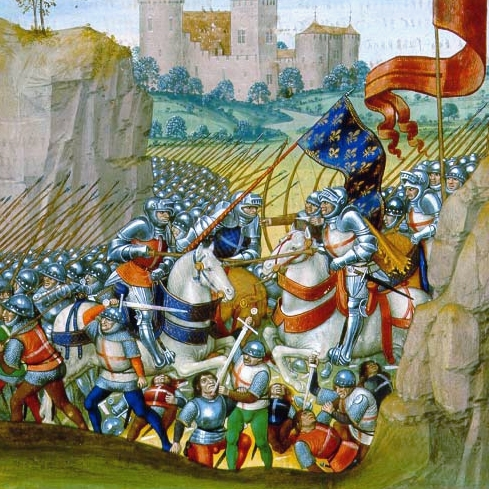
Quadro retratando uma cena da batalha de Azincourt

Segundo relatos da época, Henrique V liderou pessoalmente suas tropas na batalha e teria participado dos combates corpo-a-corpo. Já o rei francês, Carlos VI, não comandou seus homens, já que ele sofria de problemas mentais. O exército da França foi liderado pelo condestável Carlos d'Albret e vários proeminentes nobres do Armagnacs.
Foi esta batalha que marcou o uso mais notável do arco longo inglês em grandes números, com arqueiros ingleses e galeses formando cerca de 80% do exército de Henrique. Esta batalha também é um dos temas centrais da peça Henry V de William Shakespeare.
Segundo uma lenda ou invenção muito posterior, os franceses se gabavam de sua superioridade numérica e ameaçavam os arqueiros de cortar o dedo do meio deles (fundamental para arqueiros, para armar o arco), mostrando o seu maior levantado; quando os franceses foram feitos prisioneiros, os ingleses mostraram os dedos e disseram "Olha: os meus dedos estão aqui". Esse gesto deu origem ao gesto obsceno de "mostrar o dedo" de hoje em dia, nas versões francesa/continental de um dedo e na inglesa dos dois dedos.